# Certonotus nitidulus
Certonotus nitidulus är en stekelart som beskrevs av Morley 1913. Certonotus nitidulus ingår i släktet Certonotus och familjen brokparasitsteklar. Inga underarter finns listade i Catalogue of Life.